# NGC 6644
NGC 6644 – mgławica planetarna położona w gwiazdozbiorze Strzelca. Została odkryta 13 lipca 1880 roku przez Edwarda Pickeringa.
Analiza zdjęć z teleskopów Hubble’a i Gemini wykazała, że NGC 6644 ma skomplikowaną strukturę i jest mgławicą wielobiegunową.